# Adquisició de vídeo 3D
L'Adquisició de vídeo 3D és tota aquella tècnica destinada a obtenir vídeos generats per produir un efecte de tridimensionalitat.

## Visió estereoscòpica
La visió estereoscòpica consisteix en una visió binocular del mateix objecte, és a dir, la imatge que proporciona cadascun dels dos ulls. D'aquesta manera es pot produir un efecte en tres dimensions un cop el cervell ha processat la informació rebuda per la retina sempre que els camps de visió de les dues imatges se superposin en gran part.
Per tant, el concepte de l'estereoscòpia consisteix bàsicament en l'obtenció de dues imatges gairebé idèntiques variant lleugerament l'angle de visió per tal de reproduir la disparitat binocular característica de l'ull humà. Aquest angle dependrà de la mida de la imatge. El desplaçament serà aproximadament d'un 5-10% de l'amplada de la imatge.

## Estereoscòpia
Un parell estèreo consisteix en un parell d'imatges en 2 dimensions.

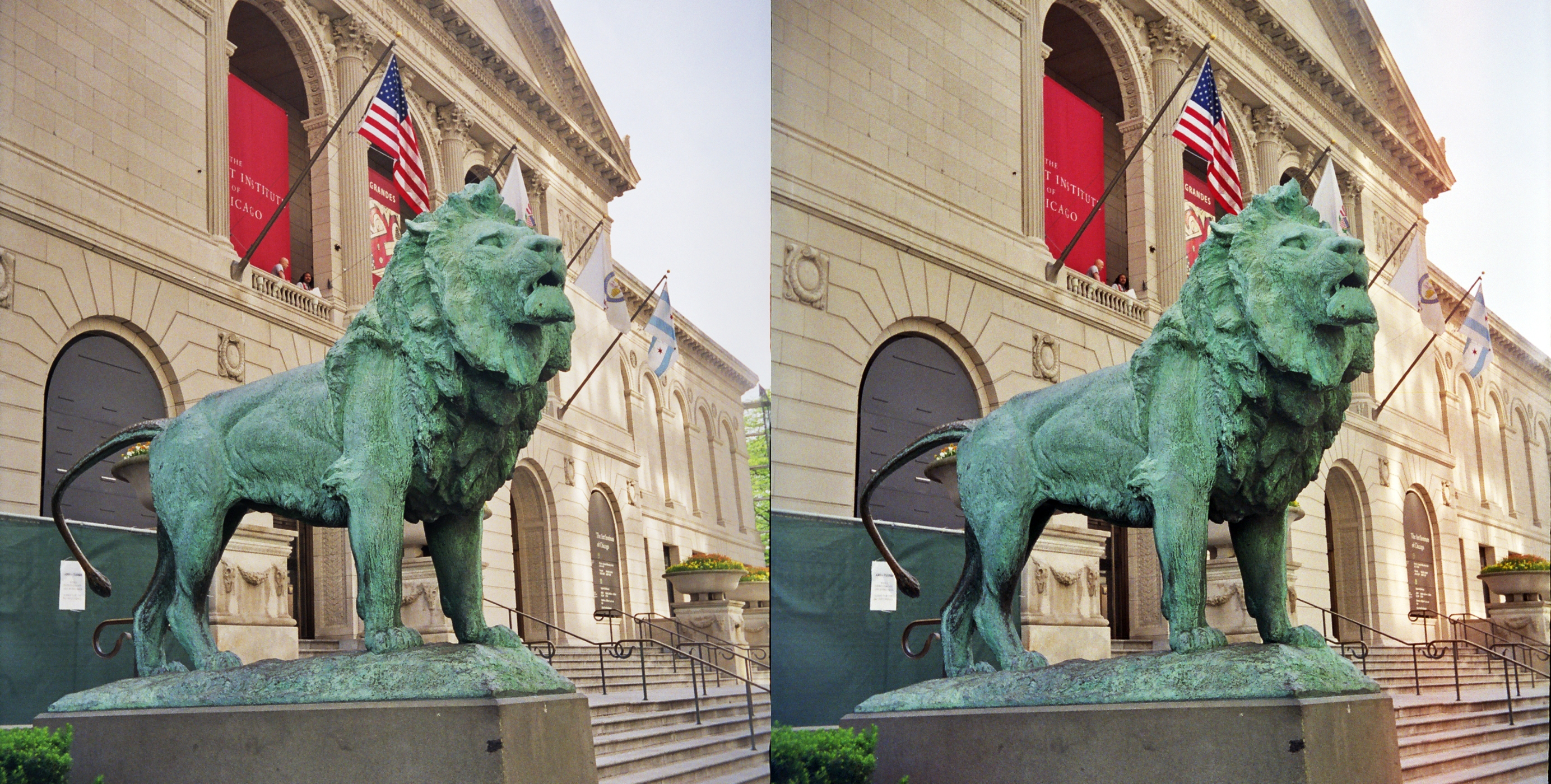
Parell estèreo

Les tècniques bàsiques són la dels ulls paral·lels i la dels ulls creuats, les quals no necessiten cap visor extern. L'avantatge principal d'aquestes tècniques és que no produeixen una disminució de la brillantor i, d'aquesta manera, la imatge en 3D que obtenim tindrà una alta resolució i comptarà amb tots els colors de l'espectre.
- Ulls paral·lels (Parallel-eyed): Aquest mètode utilitza dues imatges a una distància aproximada de 65 mm, que és la distància mitjana entre els dos ulls. La persona que observa ha de fixar la mirada entre les dues imatges en dues dimensions per aconseguir veure una tercera imatge en tres dimensions al centre.
- Ulls creuats (Cross-eyed): Aquest mètode intercanvia les dues imatges dreta i esquerra. D'aquesta manera, l'ull dret veurà la imatge de l'esquerra i viceversa.

### Estereoscopi
Dispositiu que permet la visió estereoscòpica a partir d'un sistema de miralls ubicats de forma que permetin desviar cada imatge a l'ull corresponent aconseguint l'efecte de tridimensionalitat.

## Tècniques

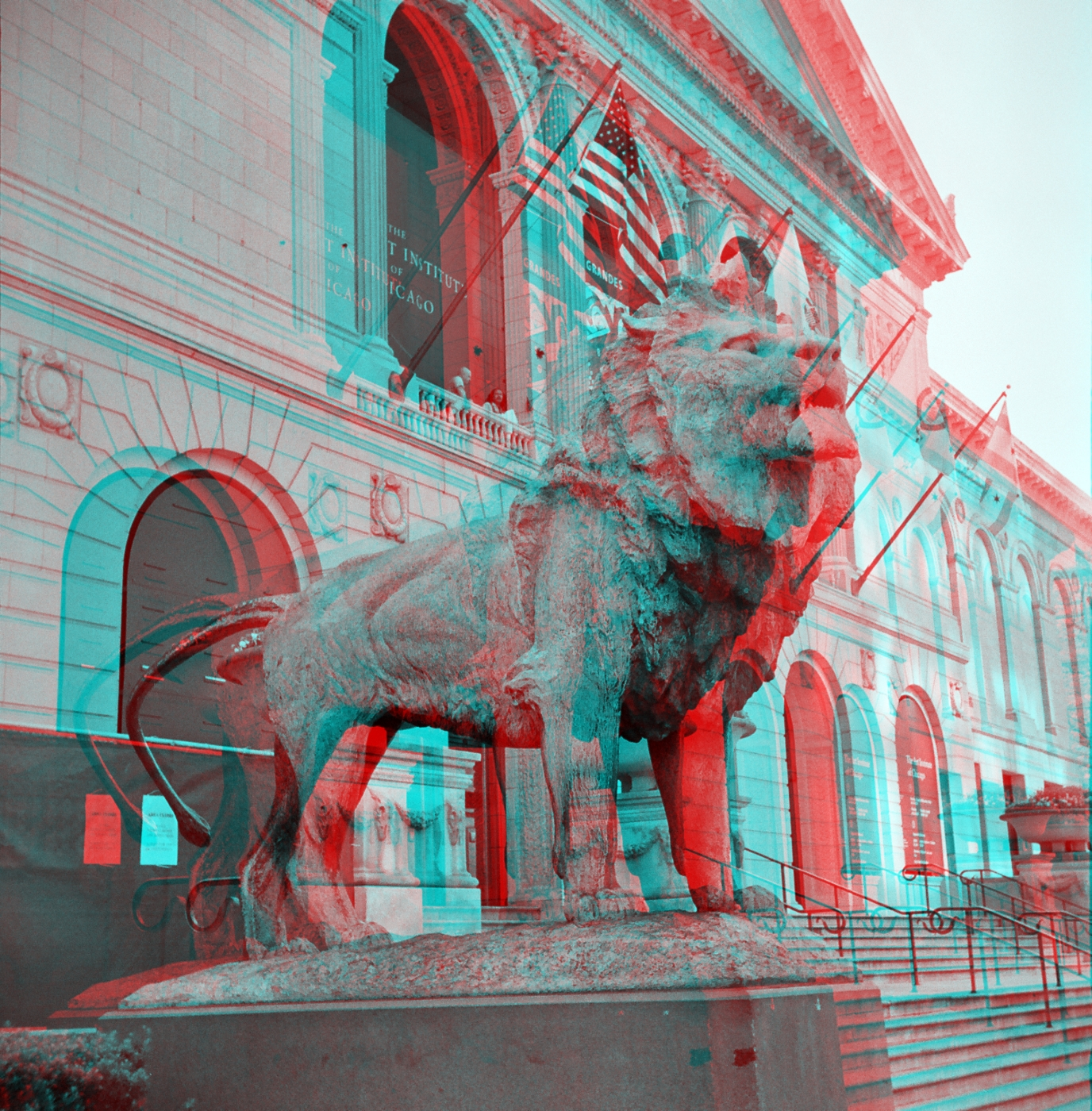
Exemple d'un parell estèreo amb filtres de colors

En la línia d'aquest concepte, les tècniques més comunes que s'utilitzen per reproduir vídeo en tres dimensions consisteixen en la superposició de les dues imatges del parell estèreo. Per tant, l'objectiu serà la separació correcta de les dues imatges:

### Anàglif
Es denomina la tècnica que utilitza filtres de colors per separar les dues imatges. L'observador necessita unes ulleres les quals utilitzen un filtre vermell, els colors verd o vermell es veuen com negre i si utilitzem un filtre verd, blau o cian, el vermell sembla negre, a partir d'aquest principi podem barrejar dues imatges i observar-les amb filtres de color per separar una sola de les dues imatges, finalment si posem un filtre diferent en cada ull, podem proporcionar les dues imatges necessàries per obtenir l'efecte estereoscòpic.
Per convenció, el filtre vermell, ha de ser col·locat al costat esquerre. El color de l'altre filtre depèn del medi en què s'utilitza. Per cada impressió s'acostuma a utilitzar el blau. Per projecció o per vídeo el filtre és verd, que és més brillant. Amb aquests filtres, la imatge sembla estar en blanc i negre.
Existeix una altra variant que utilitza un filtre vermell i un altre cian, si la imatge no està molt saturada, es pot fer una separació de color de la imatge, conservant el component vermell de la imatge esquerra i els components verd i blau de la imatge dreta. D'aquesta manera es pot conservar el color de la imatge. La diferència de lluminositat de les dues imatges pot resultar molt cansada després d'un temps. Si la imatge és massa acolorida, és possible que alguns elements no es vegin en una de les imatges; per això cal abaixar la saturació de color de la imatge.

### Polarització
Aquesta tècnica es basa en la polarització de la llum. La polarització és un fenomen físic que es dona en les ones transversals i que descriu la direcció d'oscil·lació en el pla perpendicular a la direcció en què viatja l'ona.
- Polarització lineal: D'aquesta manera, si projectem dues imatges, cadascuna polaritzada en un sentit i amb 90 graus de diferència, podem filtrar-les amb unes ulleres polaritzades de manera que cada ull rebi una imatge diferent. Les ulleres són filtres polaritzadors orientats de mode similar als plans de polarització de les imatges projectades.

La introducció del cinema RealD ha permès la comercialització més massiva del cinema en tres dimensions, ja que la necessitat de projectar les imatges polaritzades amb dos projectors diferents ha quedat reduïda a un únic projector que va projectant les dues imatges alternativament a una freqüència superior.
- Polarització circular: La diferència és que la direcció d'oscil·lació segueix una trajectòria circular. Aquesta variant s'utilitza en ambients on l'espectador es mou, com un simulador, ja que no depèn de la posició de les ulleres respecte al pla de polarització.

Els filtres polaritzadors permeten mantenir els colors de la imatge però l'enfosqueixen, motiu pel qual es necessiten projectors molt lluminosos.

### Obturació

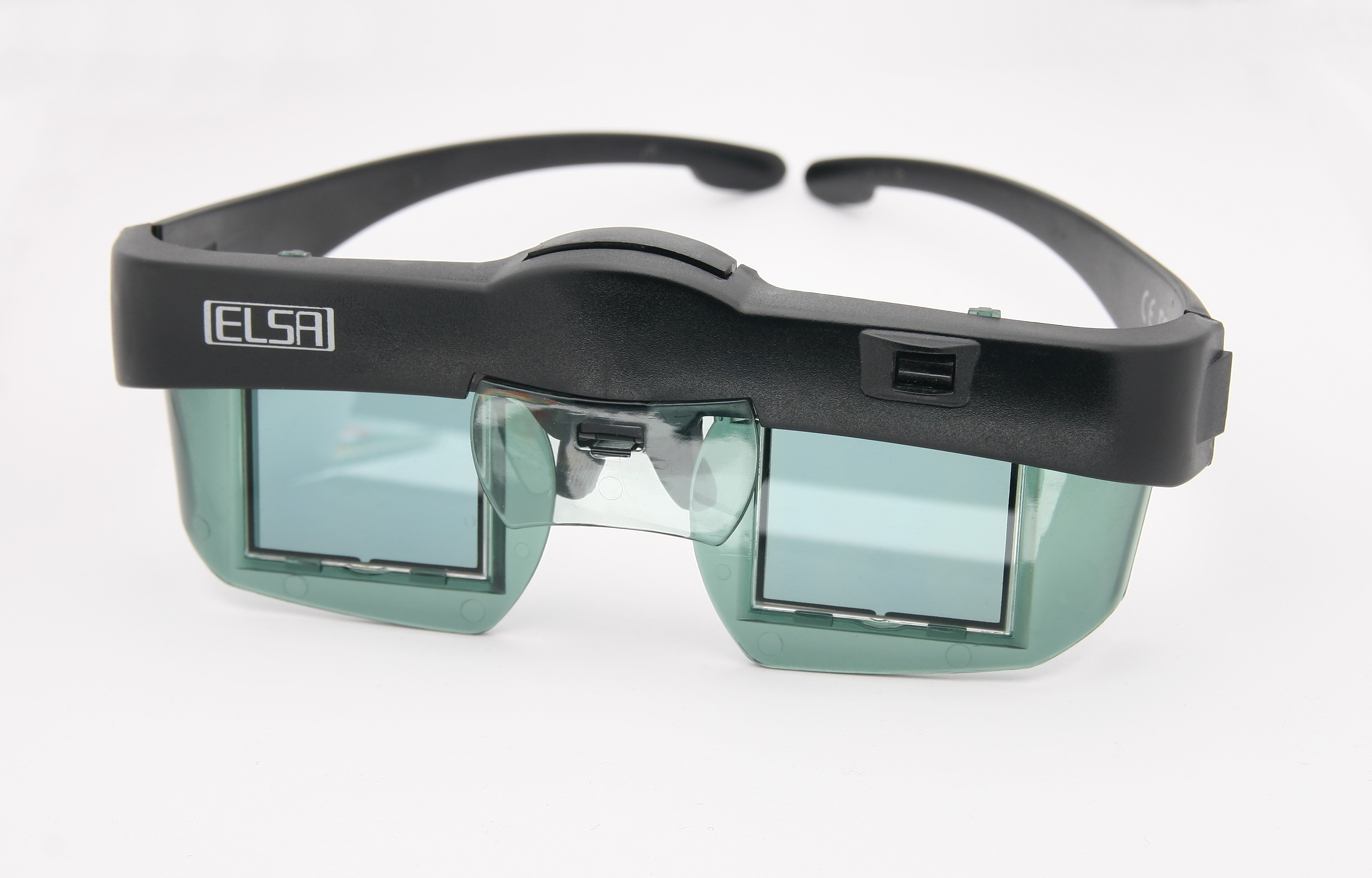
LCD Shutter glasses

- Imatges entrellaçades: L'exploració entrellaçada d'un vídeo consisteix a la divisió de la imatge en dos camps. Cada camp conté les línies horitzontals parells o les línies horitzontals senars. En el vídeo estereoscòpic, s'utilitza aquesta propietat per assignar a cada camp la imatge d'un ull.
- Existeixen altres variants que divideixen la imatge en píxels alternant la imatge de l'ull dret i de la de l'ull esquerre a cada píxel.
- També hi ha la possibilitat de doblar la freqüència d'imatges per segon. En aquest cas, cada ull veuria la imatge completa que li correspon i augmentaria la definició de la imatge.

Totes aquestes solucions parteixen del mateix principi: Per assignar a cada ull la imatge que li correspon, s'utilitzen unes ulleres obturadores (LCD Shutter glasses) de cristall líquid que s'obren i es tanquen alternativament bloquejant un ull o l'altre perquè cadascun pugui veure la imatge que li correspon. La propietat d'aquestes ulleres és que el vidre, que és originalment transparent, es torna negre quan se li aplica un voltatge. D'aquesta manera, els vidres es van ennegrint alternativament en sincronització amb la freqüència vertical de la pantalla. Aquesta freqüència serà de 50 cops per segon pels estàndards PAL o SECAM i de 60 per a NTSC. En el cas de doblar la freqüència, cada ull veuria 50/60 imatges segons l'estàndard i el nombre total d'imatges segon passaria a ser de 100/120.

## Altres tècniques a partir d'una única imatge 2D

Difracció d'un prisma

### Sistema cromatek
Aquest sistema utilitza una reixeta de difracció. Aquesta reixeta funciona de manera similar a un prisma de vidre: la llum que el travessa es descompon en colors que canvien d'angulació segons la seva tonalitat, ja que aquesta està associada a la seva freqüència i, per tant, a la seva longitud d'ona. Aquest canvi d'angle incideix a l'ull i fa que els objectes semblin tenir una profunditat diferent segons el seu color. L'inconvenient principal és que la selecció de colors és limitada, ja que, perquè l'angle de difracció sigui apreciable, les imatges han de tenir colors intensos.

### Sistema pulfritche o dinàmic
Aquest sistema està basat en una dada fisiològica respecte al cervell. Aquesta és que el cervell triga una mica més a processar les imatges fosques de les clares. D'aquesta manera, i seguint la línia de l'estereoscòpia, si posem un filtre fosc en un ull i observem un objecte en continu moviment transversal, el cervell trigarà més temps a processar les imatges procedents d'aquest ull. Per tant, la imatge de l'ull amb filtre semblarà posicionada des d'un angle diferent de la imatge de l'ull sense filtre, el qual obtindrà la imatge processada instants abans. L'inconvenient d'aquest mètode és que cal un moviment lateral constant i en el mateix sentit per percebre el retard per part del cervell i obtenir la imatge en 3 dimensions.
Aquestes dues tècniques permeten la visualització normal de les imatges si no s'utilitza cap filtre, tot i que, en el sistema cromatek, les imatges sí que han sigut prèviament preparades i el seu rang cromàtic és limitat.

## Càmeres

### Multi càmera
L'adquisició de vídeo amb múltiples càmeres permet crear diferents punts de vista d'una mateixa escena.
- Dues càmeres independents: Tradicionalment, els continguts en 3 dimensions eren capturats amb dues càmeres independents (dreta i esquerra), cadascuna amb la seva configuració, controls, codis de temps, etc. Un cop registrats els vídeos, s'havien de convertir en formats compatibles, sincronitzar les dues fonts i ajustar el rang de colors.
- Múltiples càmeres: Hi ha aplicacions de vídeo en 3 dimensions que necessiten un nombre elevat de càmeres. Normalment aquestes aplicacions van dirigides a la captació i processament de vídeo en temps real. En són un exemple les sales intel·ligents o smart rooms.

Actualment, sigui quin sigui el nombre de càmeres que utilitzis, aquestes estaran totes sincronitzades.

### Càmera estereoscòpica

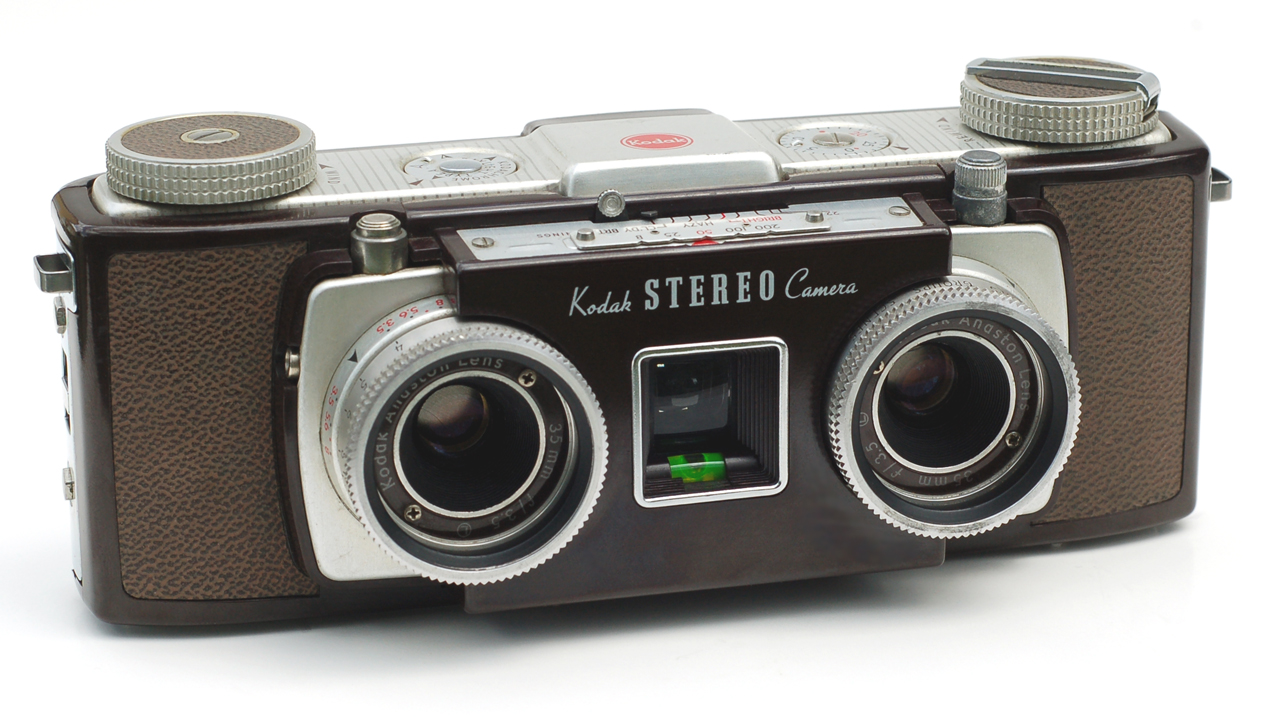
Antiga càmera estèreo

Les càmeres estereoscòpiques compten amb dues càmeres sincronitzades. Aquestes càmeres són les que permeten extreure un parell estèreo que simularà la visió de l'ull humà.
En el cas de les càmeres menys professionals, les dues lents són fixes. La idea és guardar tota la informació aportada per ambdues i combinar-les mitjançant alguna de les tècniques esmentades. Si més no, el vídeo en 3D es pot veure directament des del monitor de la càmera i així poder veure una aproximació del resultat en temps real.
En el cas del cinema, la tendència és fer que les lents siguin flexibles. D'aquesta manera, es poden allunyar o separar entre elles per focalitzar segons la distància d'aquestes amb l'objecte simulant el moviment dels ulls. Les dues imatges obtingudes es polaritzen per obtenir la sensació de tridimensionalitat.
Existeix un tercer sistema que permet veure vídeos en tres dimensions sense necessitat d'ulleres. Aquest consisteix en la captació d'un parell estèreo i la combinació de les dues imatges a partir de l'avaluació de diferents factors com la focalització, la brillantor i la tonalitat del color d'ambdues imatges.
A grans trets, l'objectiu general és definir un format obert, que permeti veure el vídeo tant en 2D (una sola càmera) com en 3D combinant les dues imatges obtingudes.

### Càmeres TOF
Aquestes càmeres són capaces, no només de captar imatges, sinó també de capturar la distància a la qual es troben els objectes respecte a la càmera.
Aquesta tècnica es basa en el principi del temps de vol o Time of Flight. El TOF és un mètode per extreure la informació de profunditat d'una imatge. La idea és que la càmera emeti un senyal modulat en l'espectre infraroig, és a dir, per sobre dels 20 MHz. Aquest senyal torna rebotat a la càmera i es desmodula per a cada píxel. A través de la seva fase es detecta la distància i la càmera genera una imatge en escala de grisos que ens dona la informació de profunditat. L'aplicació més immediata va dirigida en l'àmbit dels videojocs i la interactivitat amb l'ordinador.